# Margareta Gisselberg
Anna Margareta Gisselberg (tidigare Lennartsson), född 2 december 1938 i Lunds stadsförsamling, Malmöhus län, är en svensk politiker (miljöpartist). Hon var språkrör för Miljöpartiet 1990–1991, tillsammans med Jan Axelsson.
Gisselberg disputerade filosofie doktorsexamen i sociologi vid Umeå universitet 1985 med avhandlingen Att stå vid spisen och föda barn: om hushållsarbete som kvinnoarbete. Hon valdes till språkrör på kongressen i Jönköping 1990.
Hon avgick som språkrör direkt efter riksdagsvalet 1991, men förtroenderådet valde att låta posten vara vakant till nästa kongress.